# Samuel Watson
Samuel Watson (* 24. září 2001) je britský profesionální silniční cyklista jezdící za UCI WorldTeam Groupama–FDJ.

## Hlavní výsledky

### Silniční cyklistika
2018
Junior Tour of Wales
vítěz 4. etapy
Národní šampionát
3. místo silniční závod juniorů
8. místo Paříž–Roubaix Juniors
2019
vítěz Guido Reybrouck Classic
vítěz Rutland–Melton CiCLE Classic Juniors
Junior Tour of Wales
vítěz 3. etapy
Trophée Centre Morbihan
2. místo celkově
 vítěz bodovací soutěže
Keizer der Juniores
3. místo celkově
3. místo Gent–Wevelgem Junioren
LVM Saarland Trofeo
6. místo celkově
2021
Kreiz Breizh Elites
vítěz 3. etapy
Národní šampionát
5. místo časovka do 23 let
L'Étoile d'Or
7. místo celkově
7. místo Gran Premio della Liberazione
2022
Národní šampionát
 vítěz silničního závodu do 23 let
2. místo silniční závod
2. místo kritérium
vítěz Gent–Wevelgem U23
Course de la Paix U23
 vítěz bodovací soutěže
vítěz 3. etapy
Tour Alsace
vítěz 5. etapy
5. místo Tro-Bro Léon
2023
Národní šampionát
 vítěz silničního závodu do 23 let
5. místo silniční závod
6. místo Grand Prix de Denain
7. místo Boucles de l'Aulne
Čtyři dny v Dunkerku
10. místo celkově
10. místo Tro-Bro Léon
2024
Tour de La Provence
10. místo celkově

#### Výsledky na Grand Tours
| Grand Tour      | 2023 |
| --------------- | ---- |
| Giro d'Italia   | —    |
| Tour de France  | —    |
| Vuelta a España | 123  |

| —   | Nezúčastnil se |
| DNF | Nedokončil     |

### Dráhová cyklistika
2018
Národní juniorský šampionát
3. místo madison (s Oliverem Reesem)
2019
Mistrovství Evropy juniorů
 vítěz týmové stíhačky
Národní juniorský šampionát
3. místo madison (s Maxem Rushbym)
2020
Národní šampionát
2. místo týmová stíhačka
2022
Mistrovství Evropy do 23 let
 2. místo madison (s Williamem Tidballem)